# رنگین‌تاب‌های میان‌جثه
رنگین‌تاب‌های میان‌جثه (نام علمی: Galbula) نام یک سرده از تیره رنگین‌تاب است.

## گونه ها
- رنگین‌تاب نوک‌زرد, Galbula albirostris
- رنگین‌تاب گردن‌آبی, Galbula cyanicollis
- رنگین‌تاب دم‌حنایی, Galbula ruficauda
- رنگین‌تاب دم‌سبز, Galbula galbula
- رنگین‌تاب سینه‌مسی, Galbula pastazae
- رنگین‌تاب جلوآبی, Galbula cyanescens
- رنگین‌تاب چانه‌سفید, Galbula tombacea
- رنگین‌تاب ارغوان‌گون, Galbula chalcothorax
- رنگین‌تاب برنزی, Galbula leucogastra
- رنگین‌تاب بهشتی, Galbula dea